# Carlos Isaack
Carlos Isaack, född 9 juni 1924, död 3 september 2000, var en argentinsk friidrottare. Han deltog vid olympiska sommarspelen 1948.